# Crisis energética de los setenta
La crisis energética de la década de 1970 se produjo cuando Occidente, en particular Estados Unidos, Canadá, Europa Occidental, Australia y Nueva Zelanda, se enfrentó a una importante escasez de petróleo y a unos precios elevados. Las dos peores crisis de este periodo fueron la crisis del petróleo de 1973 y la de 1979, cuando, respectivamente, la guerra de Yom Kipur y la Revolución iraní provocaron interrupciones en las exportaciones de petróleo de Oriente Medio.
La crisis empezó a gestarse cuando la producción de petróleo en Estados Unidos y algunas otras partes del mundo alcanzó su punto máximo a finales de los años sesenta y principios de los setenta. La producción mundial de petróleo per cápita inició un declive a largo plazo después de 1979. Las crisis del petróleo impulsaron el primer cambio hacia tecnologías de ahorro energético (en particular, de ahorro de combustibles fósiles).
Los principales centros industriales del mundo se vieron obligados a hacer frente a una escalada de problemas relacionados con el suministro de petróleo. Los países occidentales dependían de los recursos de los países de Oriente Próximo y otras partes del mundo. La crisis provocó el estancamiento del crecimiento económico en muchos países al dispararse los precios del petróleo. Aunque existía una verdadera preocupación por el suministro, parte de la escalada de los precios se debió a la percepción de una crisis. La combinación de crecimiento estancado e inflación de precios durante esta época dio lugar a la acuñación del término estanflación. En los ochenta, tanto las recesiones de los setenta como los ajustes de las economías locales para ser más eficientes en el uso del petróleo, controlaron la demanda lo suficiente como para que los precios del petróleo en todo el mundo volvieran a niveles más sostenibles.
El periodo no fue uniformemente negativo para todas las economías. Los países ricos en petróleo de Oriente Próximo se beneficiaron del aumento de los precios y de la ralentización de la producción en otras zonas del mundo. Otros países, como Noruega, México y Venezuela, también se beneficiaron. En Estados Unidos, Texas y Alaska, así como algunas otras zonas productoras de petróleo, experimentaron importantes auges económicos debido a la subida de los precios del petróleo, incluso cuando la mayor parte del resto del país luchaba contra el estancamiento de la economía. Muchas de estas ganancias económicas, sin embargo, se detuvieron cuando los precios se estabilizaron y cayeron en la década de 1980.

## Precio del petróleo de 1861 a 2013

Precio del petróleo en EE. UU., nominal y ajustado a la inflación de 1861 a 2013

## Periodos clave

### Conflicto árabe-israelí
Desde que Israel declaró su independencia en 1948 hubo conflictos entre árabes e israelíes en Oriente Próximo, incluidas varias guerras. La crisis de Suez, también conocida como la guerra del Sinaí, se desencadenó cuando el puerto meridional israelí de Eilat fue bloqueado por Egipto, que también nacionalizó el canal de Suez, propiedad de inversores anglofranceses. Uno de los objetivos de la invasión era la destitución del presidente Gamal Abdan-Náser, que se estaba alineando con la Unión Soviética.
La guerra de los Seis Días de 1967 incluyó una invasión israelí de la península egipcia del Sinaí, que provocó el cierre del canal de Suez por parte de Egipto durante ocho años. El canal se despejó en 1974 y volvió a abrirse en 1975 tras la guerra del Yom Kipur de 1973, cuando Egipto intentó recuperar el Sinaí. Los países de la OPAEP redujeron la producción de petróleo y aplicaron un embargo a las exportaciones de petróleo a Estados Unidos después de que Richard Nixon solicitara 2.200 millones de dólares para apoyar a Israel en la guerra. Sin embargo, el embargo sólo duró hasta enero de 1974, aunque el precio del petróleo se mantuvo alto después.

### Máxima producción en torno a 1970

La producción de petróleo de Estados Unidos alcanzó su máximo en 1970

El precio real del petróleo se mantenía estable en el periodo de 1970, pero se había producido un fuerte aumento de las importaciones estadounidenses, lo que presionaba la balanza comercial de Estados Unidos, junto con la de otros países desarrollados. Durante la década de 1960, la producción de petróleo de algunos de los principales productores mundiales con tecnología de extracción de la época empezó a alcanzar su punto máximo. Alemania Occidental alcanzó su pico de producción en 1966, Venezuela y Estados Unidos en 1970, e Irán en 1974. La producción de petróleo convencional de Canadá alcanzó su máximo en esa misma época (aunque la producción no convencional ayudó posteriormente a reactivar en cierta medida la producción canadiense). La producción mundial per cápita alcanzó su máximo poco después.
Aunque la producción en otras partes del mundo iba en aumento, los picos alcanzados en estas regiones empezaron a ejercer una considerable presión al alza sobre los precios mundiales del petróleo. Igualmente importante, el control del suministro de petróleo se convirtió en un problema cada vez más importante, ya que países como Alemania Occidental y Estados Unidos dependían cada vez más de proveedores extranjeros para este recurso clave.

### Crisis del petróleo de 1973
La crisis del petróleo de 1973 es consecuencia directa del pico de producción alcanzado por Estados Unidos a finales de 1960 y principios de 1971 (y a partir de ahí comenzó la escasez, sobre todo de gasóleo de calefacción). El «embargo», tal como se describe a continuación, es el «nombre práctico» que se dio a la crisis. Para los principales productores árabes, el «embargo» les permitió mostrar a los «árabes de a pie» que estaban haciendo algo por los palestinos. En términos reales de mercado (número de barriles), el embargo fue casi un acontecimiento nulo, y sólo de unos pocos países, hacia unos pocos países.

### Crisis del petróleo de 1979
En 1979 surgió una crisis en Estados Unidos a raíz de la Revolución iraní. En medio de protestas masivas, el sah Mohammad Reza Pahleví, huyó de su país a principios de 1979, lo que permitió al ayatolá Jomeini hacerse con el control. Las protestas destrozaron el sector petrolero iraní. Aunque el nuevo régimen reanudó las exportaciones de petróleo, lo hizo de forma irregular y en menor volumen, lo que obligó a subir los precios. Arabia Saudí y otros países de la OPEP, bajo la presidencia del Mana Alotaiba, aumentaron la producción para compensar el descenso, y la pérdida global de producción fue de aproximadamente el 4%. Sin embargo, se produjo un pánico generalizado que hizo subir el precio mucho más de lo que cabría esperar en circunstancias normales.
En 1980, tras la invasión iraquí de Irán, la producción de petróleo en Irán casi se detuvo, y la producción de petróleo de Irak también se redujo drásticamente.
Después de 1980, los precios del petróleo empezaron a bajar porque otros países empezaron a suplir el déficit de producción de Irán e Irak.